# Jacob van Campen
Jacob van Campen (Haarlem, Hollandia, 1596. február 2. – Amersfoort, 1657. szeptember 13.) holland építész, az amszterdami királyi palota és a hágai Mauritshuis építésze.

## Életrajza
Jacob van Campen 1596 február 2-án született a hollandiai Haarlemben, egy gazdag nemesi családban. Gyermekkorát szülővárosában, Haarlemben töltötte. Kedvenc időtöltése már ekkor is a festés volt.
1614-ben csatlakozott a Szent Lukács Céhhez. 1617–1624-ig Itáliában élt, majd visszatért Hollandiába. Van Campen építészként, valamint festő és designerként dekoratív alkalmazásokat készített, mint például az alkmaari templom orgonája. Művészetére ugyanakkor szintén hatással volt a szobrászat is.
Van Campen házakat, palotákat, számos templomot tervezett többek között Renswoude, Wagenberg és Haarlem városokban is.

## Leghíresebb alkotásai
- Coymanshuis, Keizersgracht, Amszterdam (1625)
- Királyi palota, Amszterdam
- Mauritshuis, Hága (1633)
- Van Campen Színház(1638)
- Noordeinde palota, Hága (1640)

## Galéria

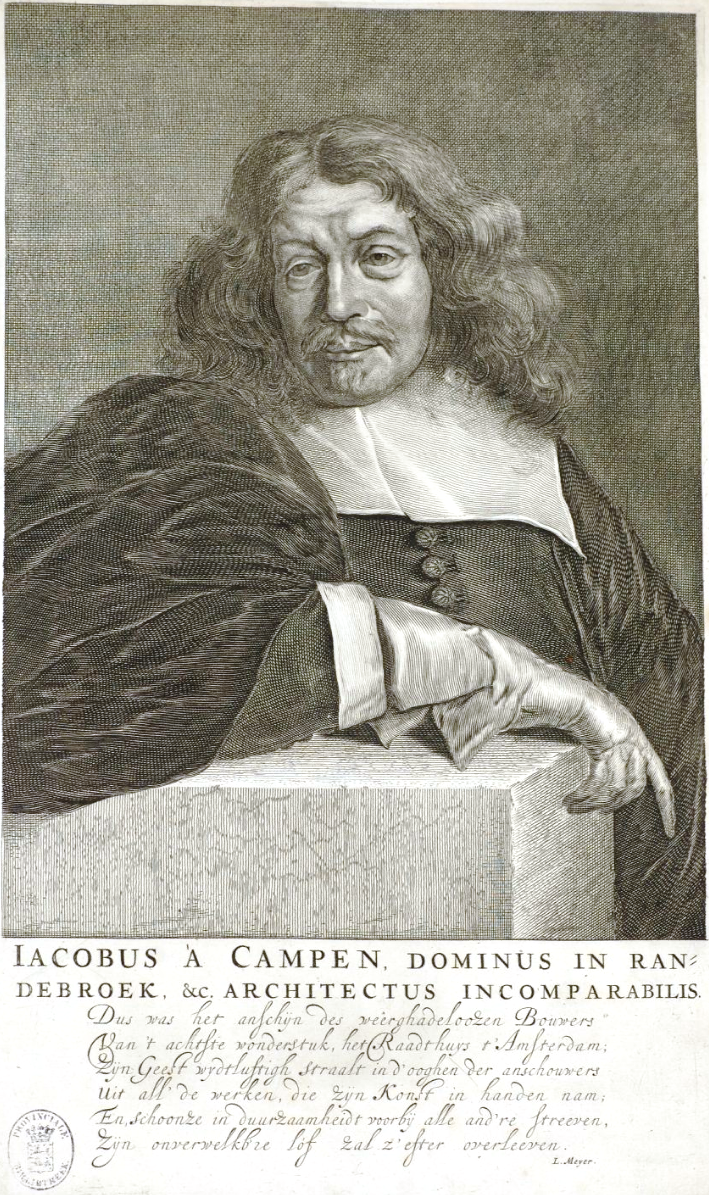
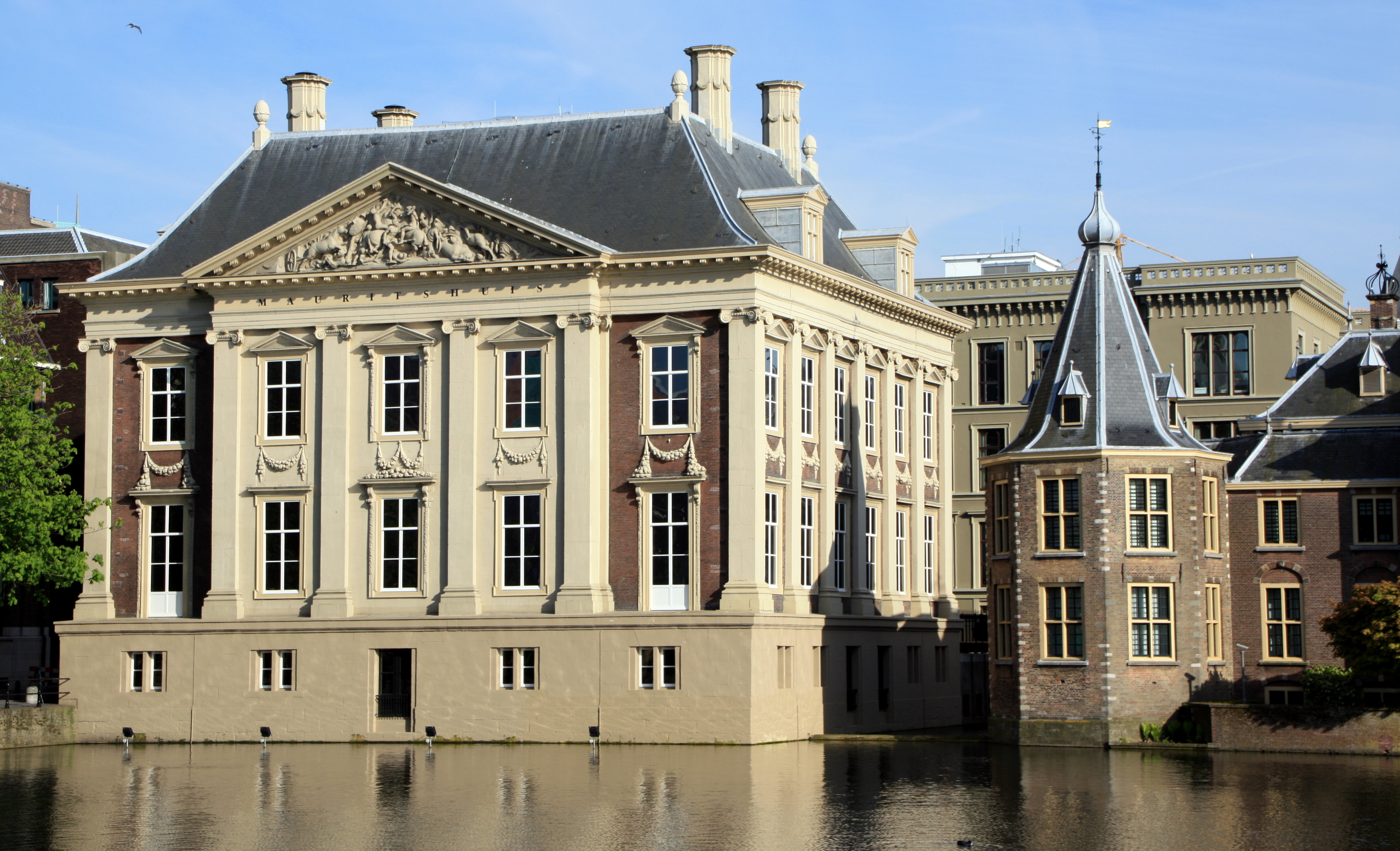
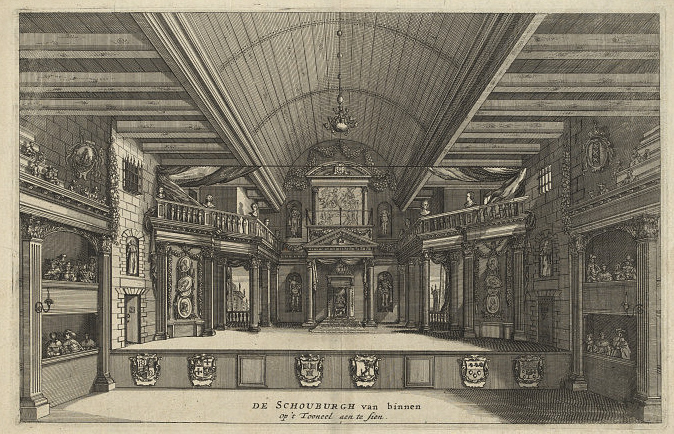
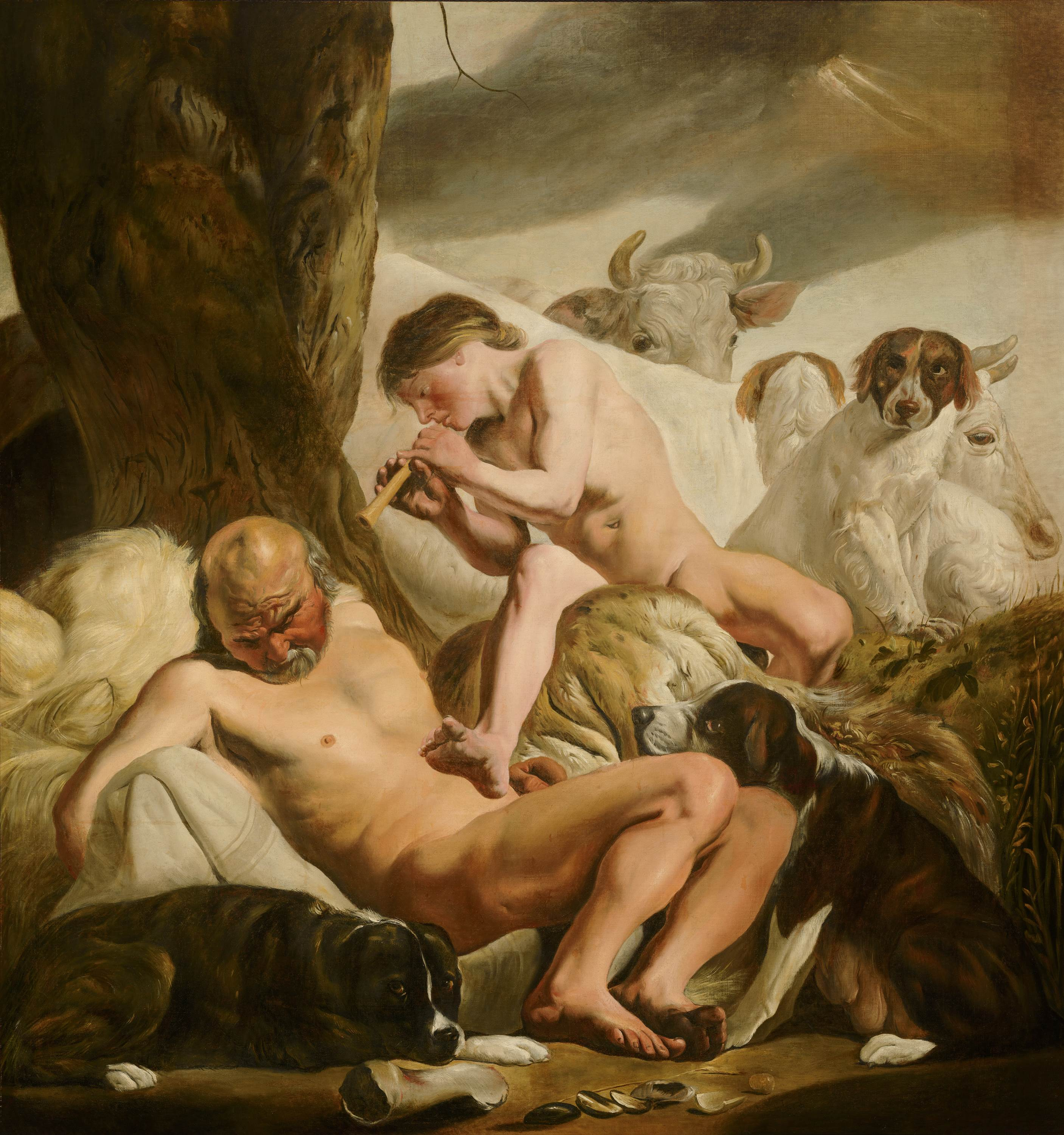